# Meridià 169 a l'oest
El meridià 169 a l'oest de Greenwich és una línia de longitud que s'estén des del pol Nord travessant l'oceà Àrtic, Amèrica del Nord, l'oceà Pacífic, Oceania, l'oceà Antàrtic, i l'Antàrtida fins al pol Sud.
El meridià 169 a l'oest forma un cercle màxim amb el meridià 11 a l'est. Com tots els altres meridians, la seva longitud correspon a una semicircumferència terrestre, uns 20.003,932 km. Al nivell de l'Equador, és a una distància del meridià de Greenwich de 18.813 km.

## De Pol a Pol
Començant en el pol Nord i dirigint-se cap al pol Sud, aquest meridià travessa:
| Coordenades                               | País, territori o mar | Notes |
| ----------------------------------------- | --------------------- | --- |
| 90° 0′ N, 169° 0′ O / 90.000°N,169.000°O  | Oceà Àrtic            | |
| 71° 50′ N, 169° 0′ O / 71.833°N,169.000°O | Mar dels Txuktxis     | |
| 66° 33′ N, 169° 0′ O / 66.550°N,169.000°O | Mar de Bering         | |
| 65° 49′ N, 169° 0′ O / 65.817°N,169.000°O | Rússia                | Districte autònom de Txukotka — illa de Gran Diomedes                                                         |
| 65° 48′ N, 169° 0′ O / 65.800°N,169.000°O | Mar de Bering         | Passa a l'oest de l'illa Petita Diomedes, Alaska, Estats Units (a 65° 45′ N, 168° 56′ O / 65.750°N,168.933°O) |
| 63° 20′ N, 169° 0′ O / 63.333°N,169.000°O | Estats Units          | Alaska — Illa de Sant Llorenç                                                                                 |
| 63° 10′ N, 169° 0′ O / 63.167°N,169.000°O | Mar de Bering         | |
| 52° 52′ N, 169° 0′ O / 52.867°N,169.000°O | Estats Units          | Alaska — Umnak                                                                                                |
| 52° 51′ N, 169° 0′ O / 52.850°N,169.000°O | Oceà Pacífic          | |
| 60° 0′ S, 169° 0′ O / 60.000°S,169.000°O  | Oceà Antàrtic         | |
| 78° 28′ S, 169° 0′ O / 78.467°S,169.000°O | Antàrtida             | Dependència de Ross, reclamat per Nova Zelanda                                                                |